# رازی را به من مگو
رازی را به من مگو (انگلیسی: Tell Me No Secrets) یک رمان مهیج نوشتهٔ جوی فیلدینگ محصول سال ۱۹۹۳ است.